# Aubrey Anderson-Emmons
Aubrey Frances Anderson-Emmons (Santa Monica, 6 giugno 2007) è un'attrice statunitense, nota per il ruolo di Lily Tucker-Pritchett in Modern Family., e cantante.
È stata la star più giovane sul tappeto rosso dei Primetime Emmy Awards nel 2012 e 2013.

## Biografia
È figlia della cabarettista e attrice coreano-americana Amy Anderson e di Kent Emmons, imprenditore nel campo dei media. Ha anche una sorellastra, Ashley Emmons, che vive in Missouri. I genitori di Aubrey sono separati.
Aubrey inizia a far parte del cast della serie televisiva di successo Modern Family a partire dalla terza stagione nel 2011. Interpreta il ruolo di Lily Tucker-Pritchett, una bambina nata in Vietnam che viene adottata da una coppia di uomini gay americani.

## Filmografia

### Attrice

#### Televisione
- Modern Family – serie TV, 202 episodi (2011-2020)